# Fussballclub Concordia Basel
FC Concordia Basel é um clube de futebol sediado em Basileia, na Suíça. Suas cores são azul e branco.
Joga as suas partidas no Estádio Rankhof, com capacidade para 7600 espectadores. Disputa atualmente a Quinta Divisão do Campeonato Suíço.
É um clube associado ao FC Basel e foi responsável pelos primeiros passos de grandes talentos como os irmãos Hakan e Murat Yakin, e também dos irmãos Granit e Taulant Xhaka.